# 440 Теодора
440 Теодора (лат. 440 Theodora) је астероид главног астероидног појаса са средњом удаљеношћу од Сунца која износи 2,211 астрономских јединица (АЈ).
Апсолутна магнитуда астероида је 11,5 а геометријски албедо 0,035.